# Benet XIII
|  | Aquest article tracta sobre el papa no canònic. Si cerqueu el papa canònic, vegeu «Papa Benet XIII». |

Pero Martines de Luna (Illueca, Regne d'Aragó, 1328 - Peníscola, Regne de València, 1423) fou un religiós aragonès que prengué el nom de Benet XIII, més conegut amb el nom de papa Luna (i també popularment en català, papa Lluna), durant el seu episcopat de la línia d'Avinyó (1394-1409). Avui dia és considerat antipapa en la línia canònica de monarques de la Santa Seu, havent-hi un papa homònim que també regnà amb el nom de Benet XIII al segle xviii. Anteriorment, també fou bisbe d'Urgell entre 1365-1370.

## Orígens
Pero Martines de Luna era fill de Joan Martines de Luna i Maria Peres de Gotor, senyora de Gotor i Illueca. El seu nom és normalitzat en castellà com a Pedro Martínez de Luna y Pérez de Gotor.

## Senyor de Reus
El 1387 va ser nomenat per Climent VII canonge i cambrer de la catedral de Tarragona, càrrec que comportava una part del senyoriu de Reus, on va succeir en el càrrec a Felip d'Alençon i on residí en diverses ocasions. Residia a Reus, al Castell del Cambrer, quan va assabentar-se de la mort del papa Climent. El 1397, quan era a Avinyó, davant dels deutes del castlà Joan d'Olzinelles, l'altre senyor de Reus, va comprar la castlania per 50.000 sous, i va quedar com a senyor únic de la vila. El 1402 va autoritzar la creació d'un cos armat al Camp de Tarragona per tal de repel·lir les incursions dels pirates a aquelles costes. Va continuar amb la senyoria de Reus, a la qual no va renunciar mai, fins que el nou papa Martí V va donar la cambreria a Pere de Frías l'any 1417.

## Elecció
Durant la seua trajectòria eclesiàstica va donar suport a Robert de Ginebra, motiu pel qual va ser elegit pontífex pels cardenals francesos a la mort de Climent VII, el 28 de setembre de 1394.
A la mort del papa Urbà VI, a l'any 1389, els cardenals italians van elegir Bonifaci IX; per tant, l'elecció de Pero de Luna va continuar el cisma de l'Església catòlica.
La major part de l'Església no va reconèixer Benet XIII. La Corona d'Aragó va ser la que va donar-li un més gran suport, en particular encoratjats per sant Vicent Ferrer, i comptà amb el reconeixement d'Escòcia, Castella i Navarra. A l'any 1397, l'Església francesa, que inicialment li havia donat suport, refusà decantar-se per cap dels dos papes i l'any 1398 es manifestà contrària a Benet XIII, es posà sota el control del poder reial i el rei de França retirà l'obediència al papa. De fet, l'any 1398 Benet va ser assetjat per Boucicaut en el seu palau d'Avinyó —Setge d'Avinyó (1398-1403)—, i Martí l'Humà va fer que l'expedició que es va dirigir a Tedelis, a continuació anés a Avinyó per mirar d'alliberar Benet XIII del setge. La flota no pogué remuntar el Roine pel poc cabal que duia el riu, però aconseguí que es concedís una treva de tres mesos als assetjats.

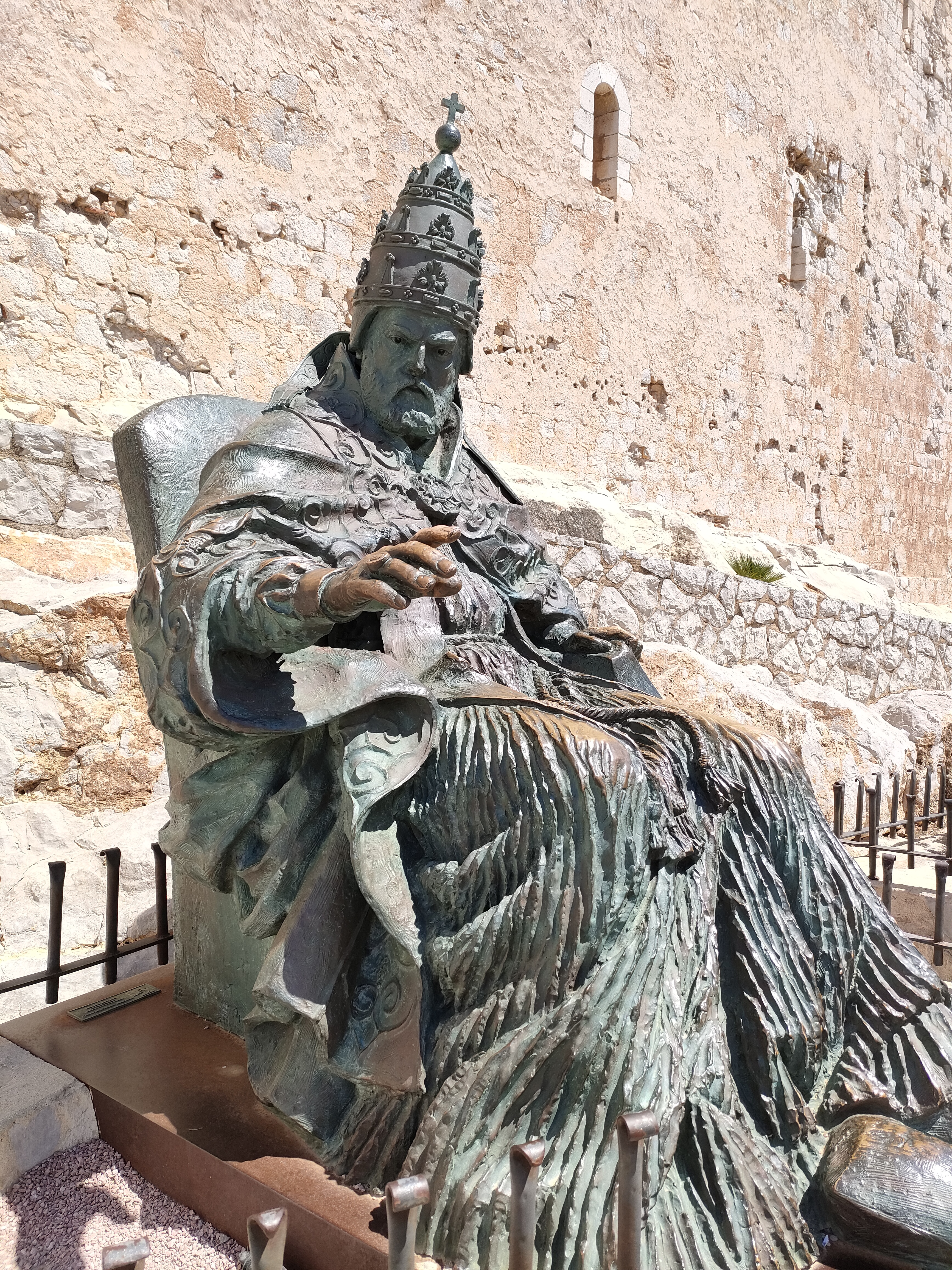
Estàtua del Papa Luna a Peníscola

## Deposició i fugida a Peníscola
El 1409 fou deposat i excomunicat pel concili de Pisa, que derivà en l'elecció d'un tercer papa. La conferència de Perpinyà (1415) desembocà en la fugida de Benet XIII a Peníscola, i es va fer fort durant molts anys al seu castell. Tanta va ser la seua tossuderia que va donar peu a les expressions catalanes "algú es manté tretze són tretze" en una cosa o que "hi està entretzenat", o l'expressió ara gairebé obsoleta en català "mantenir-se en els nostres tretze", més corrent en espanyol "seguir en sus trece", en referència al seu nom Benet XIII.
Durant aquest temps va continuar atorgant butlles papals, com les sis butlles del 28 d'agost de 1413 que autoritzaren la fundació de la Universitat de Saint Andrews, la universitat més antiga d'Escòcia. Actualment, hi ha una placa commemorativa d'aquest fet a la capella dels templers del castell de Peníscola.
Finalment, Benet fou deposat pel Concili de Constança, l'any 1417, tot i que ell sempre refusà l'elecció del nou papa Martí V i cada any fulminà l'excomunió contra ell i contra tots els que l'havien elegit i li donaven suport. No obstant això, Benet va mantenir el reconeixement d'algunes diòcesis d'Escòcia, Castella, Navarra i Aragó fins a la seua mort.
En morir, alguns cardenals creats per ell van elegir un successor en la persona de Climent VIII de Peníscola, tot i que un altre cardenal dissident va nomenar successor Benet XIV.
Benet XIII va tenir un paper molt important durant l'interregne de 1410-1412 a la Corona d'Aragó, donant un suport tàcit al candidat Ferran de Trastàmara. Fou Benet XIII qui va proposar de fer un compromís, que els parlaments van convocar a Casp el 1412.
Al castell de Peníscola hi ha un museu dedicat a la seua història i als anys que passà en el castell d'aquesta vila.